# Raoul Grünthal
Raoul Grünthal, född 28 juli 1966, är en svensk publicist.
Raoul Grünthal startade som 16-åring tidskriften LISA, till en början en svensk skoltidning på Lycée International de Saint-Germain-en-Laye i St Germain-en-Laye i Paris, men som snabbt utvecklades till en tidning även för andra svenskar boende i Paris. Sedan påbörjade han studier vid Handelshögskolan i Stockholm. Han arbetade extra vid Dagens Nyheter under ledning av tidningens börskommentator Sven-Ivan Sundqvist och gick sedan vidare till Veckans Affärer.
År 1989 var Grünthal med om att grunda Finanstidningen och blev som 23-åring chefredaktör där. Under några år fram till 2003 var han anställd som analyschef vid JP Nordiska. År 2003 efterträdde Grünthal Ebba Lindsö som VD och chefredaktör på Tidningarnas Telegrambyrå (TT). År 2006 blev han VD på Svenska Dagbladet. År 2009 blev han koncernchef för Schibsted Sverige.